# Marcel Franke
Marcel Franke est un footballeur allemand né le 5 avril 1993 à Dresde. 
Il évolue au poste de défenseur avec le club Karlsruher SC.

## Biographie
Il joue une cinquantaine de matchs en deuxième division allemande avec l'équipe du Greuther Fürth. 
Le 14 juillet 2017, il rejoint le club anglais de Norwich City,.
Le 28 juin 2018, il est prêté à SV Darmstadt 98.